# Masaki Chugo
Masaki Chugo (Chiba, 16 mei 1982) is een Japans voetballer.

## Clubcarrière
Chugo speelde tussen 2005 en 2011 voor Kashima Antlers, JEF United Ichihara Chiba en Cerezo Osaka. Hij tekende in 2012 bij Tokyo Verdy.